# PDSHP
Als PDSHP wird eine Reihe von Scharfschützengewehren bezeichnet, die vom georgischen Institut STC Delta (Scientific-Technical Center „Delta“) entwickelt wurde. Die Produktion übernimmt das Unternehmen Tbilisi Aircraft Manufacturing.
Die PDSHP ist in verschiedenen großkalibrigen Versionen erhältlich. Die Waffe wurde zur Abwehr gepanzerter Fahrzeuge als Anti-materiel rifle entwickelt. Eine Modifikation für urbane Gebiete ist möglich. Die Waffe im Bullpup-Design verschießt Munition im Kaliber 12,7 × 108 mm.